# OR1L8
OR1L8 (англ. Olfactory receptor family 1 subfamily L member 8) – білок, який кодується однойменним геном, розташованим у людей на короткому плечі 9-ї хромосоми. Довжина поліпептидного ланцюга білка становить 309 амінокислот, а молекулярна маса — 35 083.
| 10         |  | 20         |  | 30         |  | 40         |  | 50         |
| ---------- |  | ---------- |  | ---------- |  | ---------- |  | ---------- |
| MERINHTSSV |  | SEFILLGLSS |  | RPEDQKTLFV |  | LFLIVYLVTI |  | TGNLLIILAI |
| RFNPHLQTPM |  | YFFLSFLSLT |  | DICFTTSVVP |  | KMLMNFLSEK |  | KTISYAGCLT |
| QMYFLYALGN |  | SDSCLLAVMA |  | FDRYVAVCDP |  | FHYVTTMSHH |  | HCVLLVAFSC |
| SFPHLHSLLH |  | TLLLNRLTFC |  | DSNVIHHFLC |  | DLSPVLKLSC |  | SSIFVNEIVQ |
| MTEAPIVLVT |  | RFLCIAFSYI |  | RILTTVLKIP |  | STSGKRKAFS |  | TCGFYLTVVT |
| LFYGSIFCVY |  | LQPPSTYAVK |  | DHVATIVYTV |  | LSSMLNPFIY |  | SLRNKDLKQG |
| LRKLMSKRS  |  |            |  |            |  |            |  |            |

A: Аланін

C: Цистеїн

D: Аспарагінова кислота

E: Глутамінова кислота

F: Фенілаланін

G: Гліцин

H: Гістидин

I: Ізолейцин

K: Лізин

L: Лейцин

M: Метіонін

N: Аспарагін

P: Пролін

Q: Глутамін

R: Аргінін

S: Серин

T: Треонін

V: Валін

Кодований геном білок за функціями належить до рецепторів, g-білокспряжених рецепторів, білків внутрішньоклітинного сигналінгу. 
Локалізований у клітинній мембрані.